# 男朋友

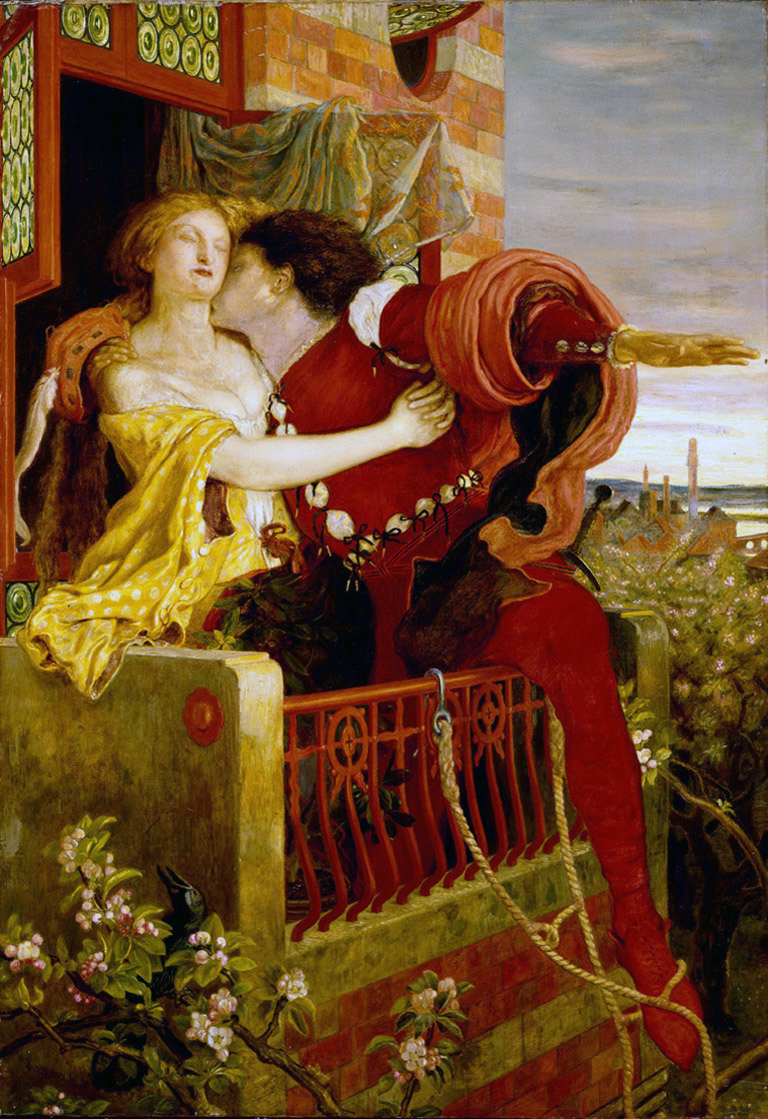
罗密欧是朱丽叶的男朋友

男朋友通常是指一个有戀愛中的關係的男性伴侣，这种关系可能是柏拉图式的、浪漫的、開放式的或者仅满足性的。此名詞可以用於異性戀、男同性戀或雙性戀者上，而相對用於女性的名詞則為女朋友。友情深厚者，沒有的戀愛關係，只以朋友相稱，往往稱為死黨、兄弟。
古中文並沒有「男朋友」這個名稱，「男朋友」是近代從英語「boyfriend」（網絡上常簡寫作BF）翻譯過來的，從前女性稱自己的戀人為「郎」、「情郎」、「郎君」等。中國少數民族摩梭人奉行走婚制，男女一般終身不結婚，女性會稱男情人為「阿注」。
在一些地方，例如日本，「男朋友」是指任何男性的朋友，並無需要有戀愛關係的，有戀愛關係的會稱為「彼氏」。在德文中朋友一詞在特定所有格下，才表示有戀愛關係。而在中文上，這樣的朋友則一般稱為「男性朋友」、「男的友人」，或「知己」（沒性別之分），對於女性而言，沒有戀愛關係的要好男性友人稱作「青衫之交」、「男閨蜜」。